# Monaldo I di Nocera
Monaldo I (X secolo – X secolo) fu gran conte di Nocera Umbra.

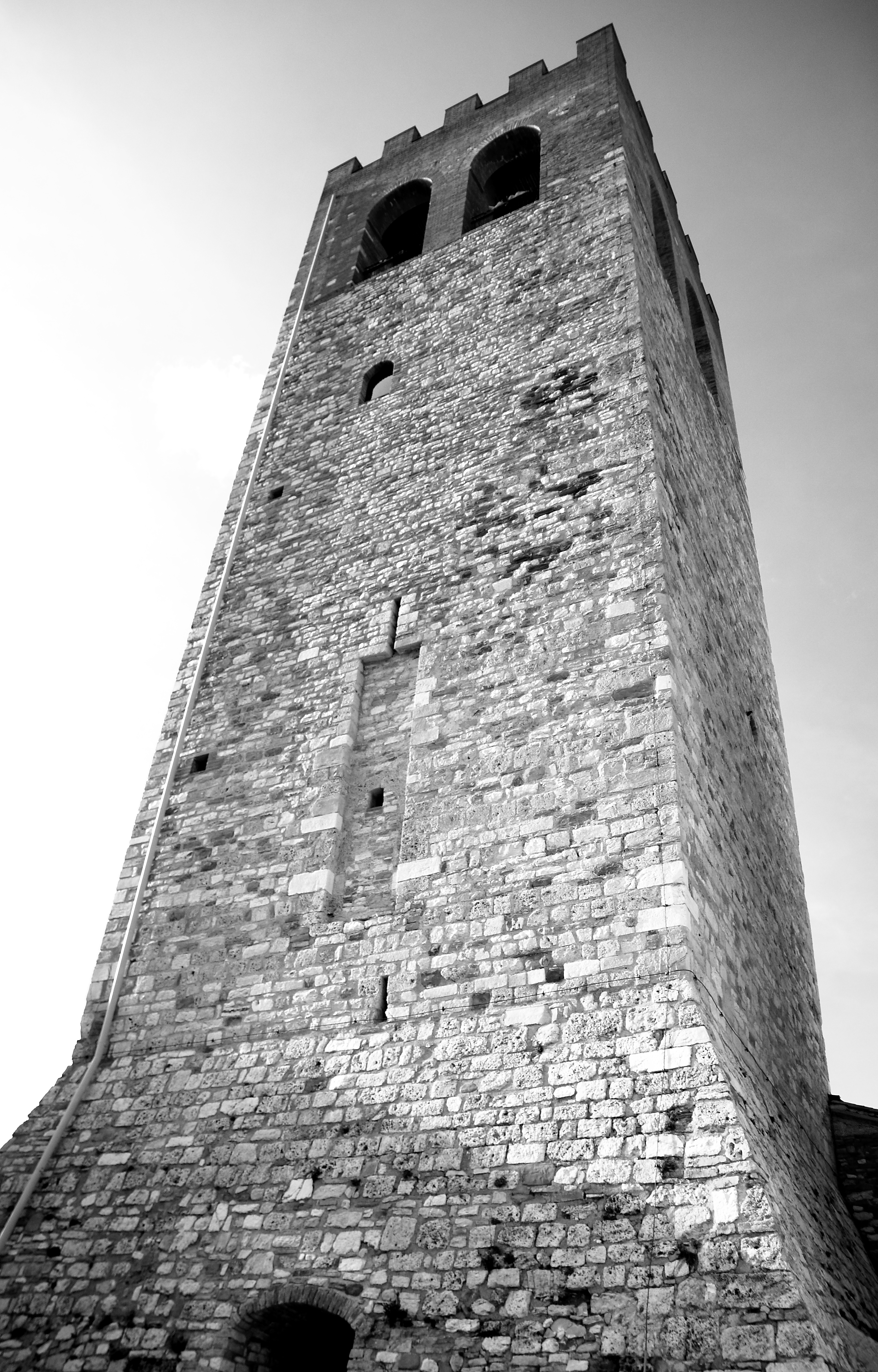
La "Torre dei Trinci", ultimo resto della rocca medievale

Discendeva da una famiglia longobarda. È il capostipite più risalente, di cui si abbiano prove documentarie certe, delle famiglie dei Trinci e dei Barnabò di Foligno, nonché della famiglia d'Alviano di Attigliano.
Era fratello del gran conte di Nocera Umbra Attone I, capostipite della famiglia degli Atti di Foligno.
Ebbe diversi figli, tutti conti: Offredo, Radulfo, Lupo (detto Vicco), Arnolfo, Monaldo e Guiberga.
Edificò la rocca medievale di Nocera Umbra, ove probabilmente morì in data successiva al 996. Di questa rocca resta oggi visibile il maschio del castello, detto "Campanaccio" e "Torre dei Trinci" (dal nome dei successivi proprietari che ne ereditarono la proprietà). All'interno della rocca fu inoltre costruita la prima struttura romanica della Cattedrale, oggi divenuta il Duomo.